# Тім Раян (політик Огайо)
Тíмоті Джон Рáян (народився 16 липня 1973) — американський політик, який був представником США в Огайо з 2003 до 2023 року. Член Демократичної партії, він представляв 13-й виборчий округ штату Огайо з 2013 до 2023 року, а перед тим — 17-й виборчий округ штату Огайо з 2003 до 2013 року. Округ Раяна включав велику частину північно-східного Огайо, від Янгстауна до Акрона. Він був кандидатом від Демократичної партії на виборах до Сенату Сполучених Штатів у Огайо 2022 року.
Народившись у місті Найлс, штат Огайо, Раян вивчав політологію в Державному університеті Боулінг-Грін та отримав ступінь доктора права в Школі права Університету Нью-Гемпшира. Спочатку він працював помічником представника США Джима Трафіканта. Прослуживши у Сенаті штату Огайо з 2001 до 2002 року, Раян виграв вибори і став наступником Трафіканта.
У листопаді 2016 року Раян розпочав невдалу кампанію з метою звільнення Ненсі Пелосі з посади лідера партії Демократів. Він також був кандидатом у президенти від Демократичної партії на виборах 2020 року, перш ніж завершити свою кампанію в 2019 році, щоб зосередитися на переобранні до Палати представників. Раян був переобраний на свій десятий термін у 2020 році. У 2021 році він оголосив про свою кандидатуру в Сенат штату Огайо і виграв номінацію від Демократичної партії, набравши 70% голосів. Він програв кандидату від Республіканської партії Джей Ді Венсу на загальних виборах 8 листопада 2022 року.

## Раннє життя та кар'єра
Раян народився в Нілсі, штат Огайо, в сім'ї Рошель Марії (Ріцці) та Аллена Лероя Раяна. Він має ірландське та італійське походження. Батьки Раяна розлучилися, коли йому було сім років, і Раян виріс з матірʼю. Раян закінчив середню школу імені Джона Ф. Кеннеді у Воррені, де грав у футбол на позиції захисника та тренував молодшу баскетбольну команду. Його запросили грати у футбол в Університеті штату Янгстаун, але травма коліна завершила його спортивну кар'єру, і він перейшов до університету штату Боулінг Грін.
Раян отримав ступінь бакалавра мистецтв у галузі політичних наук від Державного університету Боулінг-Грін у 1995 році та був членом братства Delta Tau Delta. Після коледжу він приєднався до штату конгресмена Огайо Джима Трафіканта. У 2000 році Раян отримав ступінь доктора юриспруденції в Юридичному центрі Франкліна Пірса в Конкорді, Нью-Гемпшир. З 2000 до 2002 року він прослужив половину терміну в Сенаті штату Огайо.

## Палата представників США

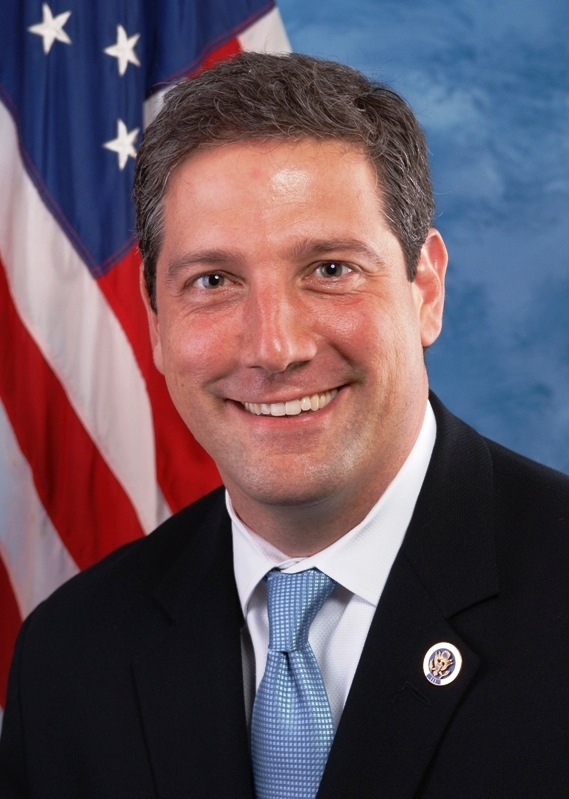
Офіційний портрет, 2010

### Вибори
Після засудження Джима Трафіканта за кримінальними звинуваченнями у 2002 році, Раян оголосив про свою кандидатуру в 17-й округ. У результаті перерозподілу після перепису 2000 року 17-й округ, який тривалий час базувався в Янгстауні, був перенесений на захід і включав більшу частину округу Портідж та частину Акрон. До перерозподілу весь Акрон був частиною 14-го округу, представленого Томом Сойєром, демократом із досвідом вісьмох термінів. 14-й округ був ліквідований у 2000 році. Більша його частина була включена в 13-й округ іншого демократа Шеррода Брауна, але дім Сойєра опинився в 17-му. Раян спочатку вважався аутсайдером на шестисторонніх праймеріз Демократичної партії, до яких входив Сойєр.
На праймеріз Демократичної партії 2002 року Раян переміг Сойєра, якого в новому окрузі вважали недостатньо прихильним до працівників. На загальних виборах у листопаді 2002 року він протистояв Республіканському комісару зі страхування Енн Вомер Бенджамін, а також Трафіканту, який балотувався як незалежний кандидат зі своєї тюремної камери. Раян переміг з 51% голосів проти 37% Бенджаміна. Вступивши на посаду в січні 2003 року, він був наймолодшим демократом у Палаті представників: йому було 29 років. Він був переобраний представляти 17-й округ п'ять разів  і лише одного разу мав змагатись так затято, як це було вперше. У 2010 році він отримав 53% голосів. Трафікант, балотуючись як незалежний кандидат, узяв 16%.
Після перерозподілу округів в 2012 році Раян п'ять термінів був представником США в 13-му окрузі.

### Діяльність на посаді
2003 року, у свій перший рік перебування на посаді, Раян був одним із семи членів Конгресу, які проголосували проти Акту впровадження заборонених дзвінків (англ. Do-Not-Call Implementation Act), і одним із восьми, які виступали проти ратифікації Федеральної торгової комісії щодо створення Національного Реєстру заборонених дзвінків (англ. National Do Not Call Registry). Цей реєстр дозволяє громадянам США зробити вибір, чи хочуть вони отримувати маркетингові телефонні дзвінки.
У 2010 році Раян проголосував за поправку Ступака, яка обмежує федеральне фінансування абортів, але в січні 2015 року він оголосив, що «глибше зрозумів складнощі та емоції, які супроводжують важкі рішення [про те, чи переривати вагітність]». Упродовж свого перебування на державній посаді він змінив свою позицію щодо абортів і тепер вважає себе прихильником вибору.
2010 року Раян запровадив Закон про валютну реформу для справедливої торгівлі, який передбачав штрафні торговельні тарифи для країн, які маніпулювали валютою, зокрема йшлося про Китай. Закон був схвалений переважною більшістю в Палаті представників, але так і не потрапив до Сенату. У жовтні 2010 року в інтерв’ю консервативному журналу Human Events Раян прокоментував, що збільшення податків на малий бізнес є необхідним, «оскільки у нас величезні нестачі. Ми повинні зміцнити соціальне забезпечення. Ми маємо скоротити наші нестачі». 
17 листопада 2016 року Раян ініціював спробу замінити Пелосі на посаді лідера меншості в Палаті представників. Він зробив це за порадою колег після президентських виборів 2016 року. Після того, як Пелосі погодилася надати більше лідерських можливостей молодшим членам, 30 листопада вона перемогла Раяна 134-ма голосами проти 63-ох.
Раян підтримав ядерну угоду з Іраном, щоб запобігти придбанню Іраном зброї масового знищення. У квітні 2016 року він написав у мережі Twitter: «Я був у Єрусалимі кілька тижнів тому і на власні очі бачив, перед якою небезпекою стоять ізраїльтяни. Ізраїль має право захищатися від терору».
Орієнтовно у 2018 році Раян допоміг Аді Отману, іммігранту без документів з Янгстауна, штат Огайо, залишитися в Сполучених Штатах. Отман прожив у Сполучених Штатах майже 40 років, керував кількома підприємствами в Янгстауні, був одружений з громадянкою США та мав чотирьох дітей, які народилися в США. Раян неодноразово представляв Конгресу законопроєкт, згідно з яким справу Отмана щодо перебування в Сполучених Штатах розглянуть більш ретельно (Отман оскаржував вердикт імміграційних службовців щодо питання, яке вплинуло на його правовий статус). Оскільки законопроєкт був у русі, Отман міг тимчасово залишитися. Отмана депортували зі Сполучених Штатів у лютому 2018 року після того, як президент Дональд Трамп наказав Імміграційній та митній службі США (ICE) збільшити кількість арештів і депортацій іммігрантів без документів. Раян засудив депортацію, сказавши: «Спостерігати, як ці сім’ї розривають на частини, — це найжахливіша річ, яку будь-який американський громадянин міг побачити... Те, що ви на боці цих сімей, не означає, що ви проти безпечного кордону».
Раян очолював Підкомітет з питань законодавчої влади, який розслідував напад на Капітолій Сполучених Штатів 6 січня. У травні 2021 року Раян люто критикував Республіканців Сенату за блокування комісії 6 січня з розслідування нападу на Капітолій Сполучених Штатів 6 січня.

## Президентська кампанія 2020 року

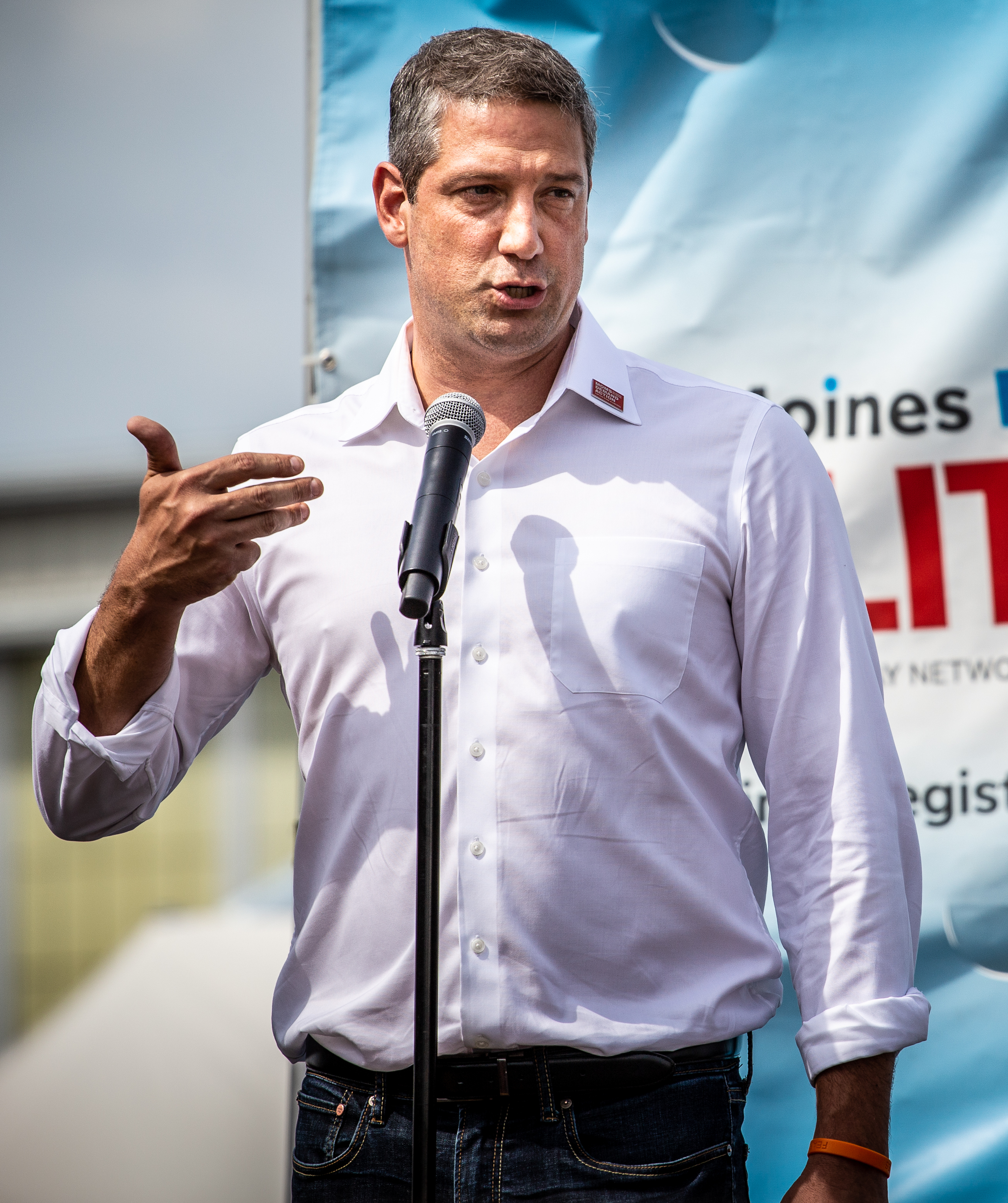
Раян під час агітації на ярмарку штату Айова 2019

Після проміжних виборів 2018 року Раяна вважали можливим кандидатом на президентських виборах 2020 року. У лютому та березні 2019 року він відвідав штати з ранніми праймеріз, як-от Айова та Нью-Гемпшир. Президентська кампанія Раяна 2020 року офіційно почалася 4 квітня 2019 року, коли він оголосив про свою кандидатуру на праймеріз Демократичної партії. Він також оголосив, що претендуватиме на номінацію, на токшоу The View.  Пройшовши кваліфікацію лише для двох дебатів та постійно набираючи менше 1% по всій країні, Раян офіційно знявся з перегонів 24 жовтня 2019 року. Він був переобраний до Палати представників у 2020 році  .

## Вибори до Сенату США у 2022
25 січня 2021 року сенатор республіканець від Огайо Роб Портман оголосив, що не балотуватиметься на переобрання у 2022 році. Раян подав документи, щоб балотуватися замість нього. 26 квітня 2021 року Раян оголосив про свою кандидатуру в Сенат США у відео, опублікованому в Twitter.
Раян переміг Моргана Харпера і Трейсі Джонсон на праймеріз від Демократичної партії та зіткнувся з кандидатом від Республіканської партії Дж. Д. Венсом на загальних виборах. У гонитві за правоцентристськими виборцями кампанія Раяна намагалася зобразити його як поміркованого або «незалежного», підкреслюючи, що він голосував за деякі політичні стратегії колишнього президента Дональда Трампа. Раян також критикував і дистанціювався від своїх колег-демократів, зокрема від президента Джо Байдена, припускаючи, що Байден не повинен балотуватися на переобрання в 2024 році, та від прогресивної депутатки Александрії Окасіо Кортеза, чию підтримку він, здавалося, відхилив.
Реклама передвиборчої кампанії Раяна, яка неодноразово звинувачувала Китай у втраті американських робочих місць,   викликала критику з боку політиків та азійсько-американських груп населення, які заявили, що ця реклама заохочує сінофобію та антиазійську ненависть. Представниця США Грейс Менг закликала Раяна припинити трансляцію.
8 листопада 2022 року Раян програв Венсу на загальних виборах, отримавши на шість відсотків голосів менше.

## Політичні погляди
Раян є прихильником економічного протекціонізму, об'єднання профспілок і кроків, спрямованих на зменшення нерівності доходів.   Критик Північноамериканської угоди про вільну торгівлю (NAFTA), він не схвалював торговельну політику Джорджа Буша та Барака Обами.  
Раян підтримав жорсткіші заходи проти Китаю та його правлячої партії. Він звинуватив націю у валютних маніпуляціях та передачі американських робочих місць на аутсорсинг. 
Після президентських дебатів 2 липня 2024 року Тім Раян закликав замінити Байдена як кандидата від Демократичної партії на віце-президентку Камалу Гарріс. 

## Публікації
У березні 2012 року видавництво Hay House опублікувало книгу Раяна «Усвідомлена нація» (англ. A Mindful Nation) , в якій ідеться про практику усвідомленості як у приватному, так і в громадському житті. Він пише у своєму вступі:
Якщо більше громадян зможуть зменшити стрес і підвищити продуктивність — навіть незначною мірою — вони стануть здоровішими та витривалішими. Вони будуть краще підготовлені для того, щоб протистояти викликам повсякденного життя та знаходити творчі рішення для проблем, з якими стикається наша нація.
У жовтні 2014 року те саме видавництво опублікувало книгу Раяна «Справжня харчова революція» (англ. The Real Food Revolution).

## Особисте життя
У 2013 році Раян одружився з Андреа Зеттс, своєю другою дружиною. Того року вони почали жити в містечку Хоуленд неподалік Уоррена, штат Огайо,  разом із двома дітьми Зеттс від попередніх стосунків та своїм сином.
Раян є католиком.  Він назвав себе католиком, який виступає за життя (англ. pro-life Catholic), коли вперше балотувався до Конгресу в 2002 році. Але в 2015 році він змінив свою позицію на підтримку вибору (англ. pro-choice), стверджуючи, що «жоден федеральний закон або закон штату, який забороняє аборти, не може чесно і справедливо врахувати різноманітні обставини, які роблять кожне рішення унікальним».
Раян провів 12 років у католицьких школах, зокрема католицькій школі імені Джона Ф. Кеннеді у Воррені, штат Огайо. Він зазначив, що католицьке соціальне вчення мало великий вплив на його життя та політичну думку. Раян також наголошував на релігійності своєї родини, називаючи своїм натхненням «побожного дідуся, інших родичів, які ходять до церкви, релігійних сестер, налаштованих на соціальну справедливість». Раян також висловив свою глибоку повагу до Папи Франциска, написавши: «Я перевіряю Твіттер Папи Франциска, бо мені важливо відчувати звʼязок з тим, що він говорить щодо громадських питань». Раян зобразив себе «католицьким демократом у стилі Рузвельта» під час передвиборчої кампанії, підкреслюючи як своє походження з робітничого класу, так і ірландсько-італійське католицьке коріння. Політичні експерти бачать його як «більш традиційного католика, який бажає плавати в традиційних політичних водах».